# ソルティー・シュガー
ソルティー・シュガーは、日本のフォークシンガーグループ。
コミックバンドとも言われるが、本来はカレッジ・フォークに属する。

## 概要
東京都立日比谷高等学校を中心にステージに出ていた高校生バンド、ワイリット・マンが前身。大学進学の時、メンバーの佐藤敏夫が抜けるに際し、その名前をバンド名に残そうということになり、佐藤敏夫→さとうとしお→砂糖と塩→シュガーアンドソルト→ソルティーシュガーとなった。
1969年（昭和44年）12月に山本・池田・手塚・高橋の幼なじみ大学生4人組グループとして「ああ大学生」でデビューしたが、売れたのはわずか3000枚だった。
翌1970年に発表した「走れコウタロー」がミリオンセラーの大ヒット。当初、実在の馬の名前の歌だったが、山本が練習に遅刻してばかりいるので、作詞担当の池田が走れコウタローに変えた。この曲の発表直後の5月10日に池田が21歳で急死（母親より体調不良で急きょ番組収録を休む旨の連絡があり、その後メンバーに訃報が伝えられた）、佐藤が1年間という約束で再加入、1970年第12回日本レコード大賞の新人賞を獲得した。また、「日本国有鉄道5月10日の歌」「ハナゲの唄」などのコミックソングも発表した。約束通りわずか1年後の1971年日本ダービーの季節に解散。
山本はその後武蔵野タンポポ団、ソロ活動を経て、山本コウタローとウィークエンドを結成。1974年には大ヒットソング「岬めぐり」を発表した。また1976年、山本以外の3人で再結成し、ソルティー・シュガーIIの名前でシングルを一枚発表した。

## メンバー
- 山本厚太郎（山本コウタロー）：ボーカル、ギター
- 手塚通夫：ボーカル、コントラバス
- 佐藤敏夫：ボーカル、バンジョー（砂糖と塩）
- 高橋隆：ボーカル、ギター
- 池田謙吉：ボーカル

## ディスコグラフィー

### シングル
- ああ大学生 / 日本国有鉄道5月10日の歌 (1969年12月)
  - B面は1969年5月10日の日本国有鉄道の運賃改定を歌った歌。原曲はアメリカのフォークグループ、キングストン・トリオ（英語版）の「MTA（英語版）」で、ボストンの地下鉄の運賃値上げの歌である。
- 走れコウタロー / 橋 (1970年7月5日)
  - オリコン1位
- ハナゲの唄 / ふるさとをはなれて (1970年12月5日)
  - ひがしのひとしのカバー。別題「ハナゲの伸長度に関する社会科学的考察」。オリコン89位
- 泣くなゴンベー / 沖縄の願い （1971年）
- 昭和哀歌 / ワイフをさがして （1976年） ソルティー・シュガーII名義

### アルバム
- 走れコウタロー/ソルティーシュガー茶歌集 （1970年）
CD化：1992年9月23日 (ビクター VICL-23052)
- ソルティー・サヨナラ・コンサート/旅立ち (1971年10月5日)
  - 1971年6月30日、日本青年館ホールにおける解散コンサートのライヴ録音。

CD化：2006年12月20日 (ビクター VICL-62202)

### オムニバス
- V.A./ウッド・スモッグ・コンサート  (1971年8月5日)
  - 4曲収録「鉄腕アトム」「ワイフ探して」「沖縄の願い」「ソルティーシュガー挨拶（君が代）」。1971年5月19日、日比谷野外音楽堂でのライヴ録音。他の出演者は六文銭、町田義人、斉藤哲夫、五つの赤い風船ほか。
- V.A./そうるふぃっと CD-4 こんさあと  (1972年12月) 4チャンネルレコード
  - 1曲収録「走れコウタロー」。1972年、東京厚生年金会館ホールでのライヴ録音。他の出演者はチェリッシュ、山本コウタロー、黒崎とかずみ、黒い河。ビクターのフォークソングのレーベル、SF(ソウルフィット)に在籍する歌手・グループによるコンサート。既に解散していた時期だがジャケットには4人編成での写真が載っている。グループ名の表記はソルティシュガー。

### ソノシート
- スヤスヤコウタロー
  - ナショナル電気目覚時計の販促用。1曲入り。

## その他
- 池田謙吉が亡くなった状況について、1973年頃にNHKのルポルタージュ番組で取り上げられた。睡眠時無呼吸症候群だったのではないかと考えられる。
- 佐藤敏夫は現在陶芸家として活躍している。
- 高橋隆は1976年にビクター音楽産業に入社。ディレクターとして活躍した。
- 2022年7月4日、山本コウタローが脳内出血のため73歳で死去。佐藤敏夫は自身のFacebookアカウントで山本コウタローの訃報に触れているが、その際にメンバーであった手塚通夫も故人であると語っている。